# 武定路 (元朝)
武定路，元朝时设置的路。
至元十一年（1274年）设置武定路。治所在南甸县（今云南省武定县）。辖境相当今云南省武定县、禄劝彝族苗族自治县、元谋县等地。明朝洪武年间，改为武定府。清朝雍正年间，改为武定州。